# Bulbophyllum reflexiflorum
Bulbophyllum reflexiflorum är en orkidéart som beskrevs av Joseph Marie Henry Alfred Perrier de la Bâthie. Bulbophyllum reflexiflorum ingår i släktet Bulbophyllum och familjen orkidéer.
Artens utbredningsområde är Madagaskar.

## Underarter
Arten delas in i följande underarter:
- B. r. pogonochilum
- B. r. reflexiflorum